# Alter Schlachthof (Dresden)

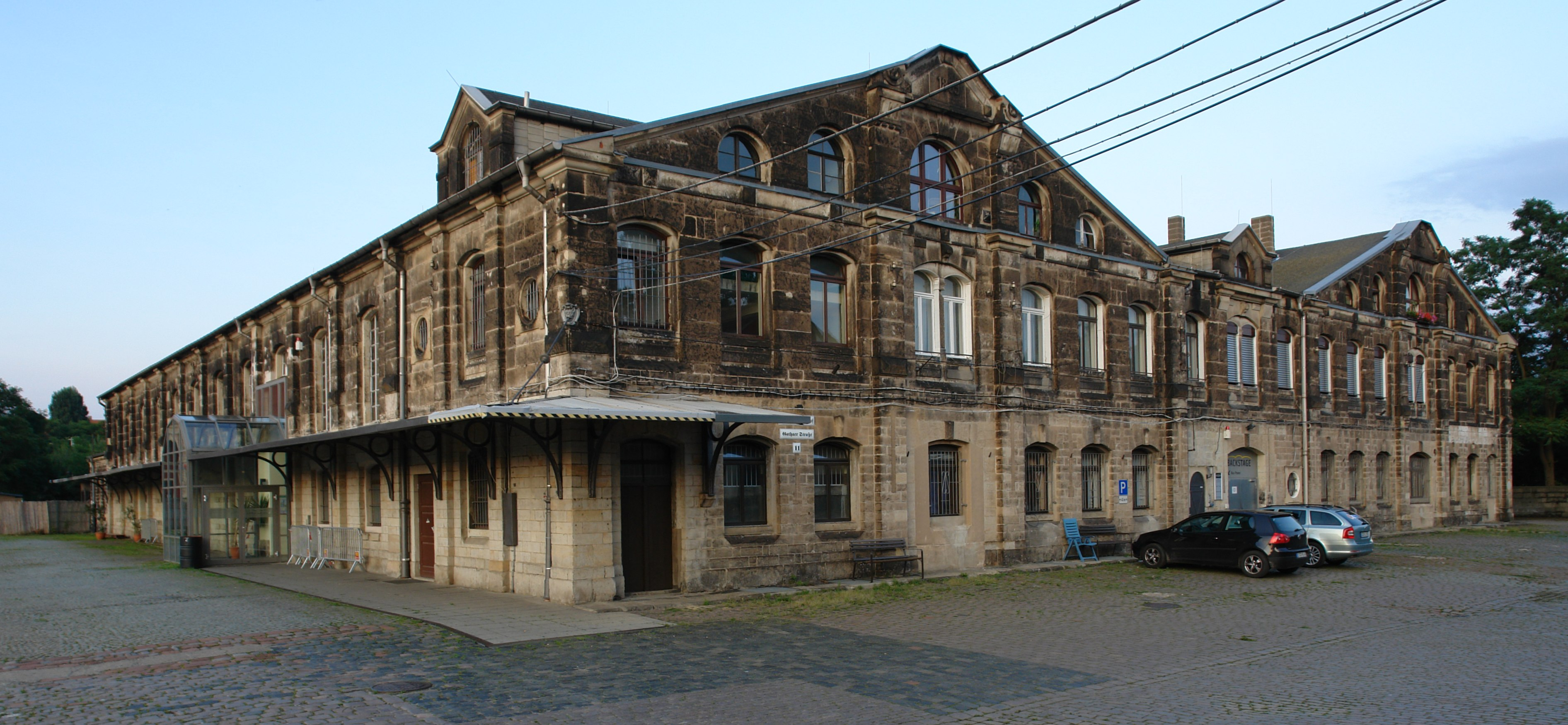
Hauptgebäude mit Konzerthallen

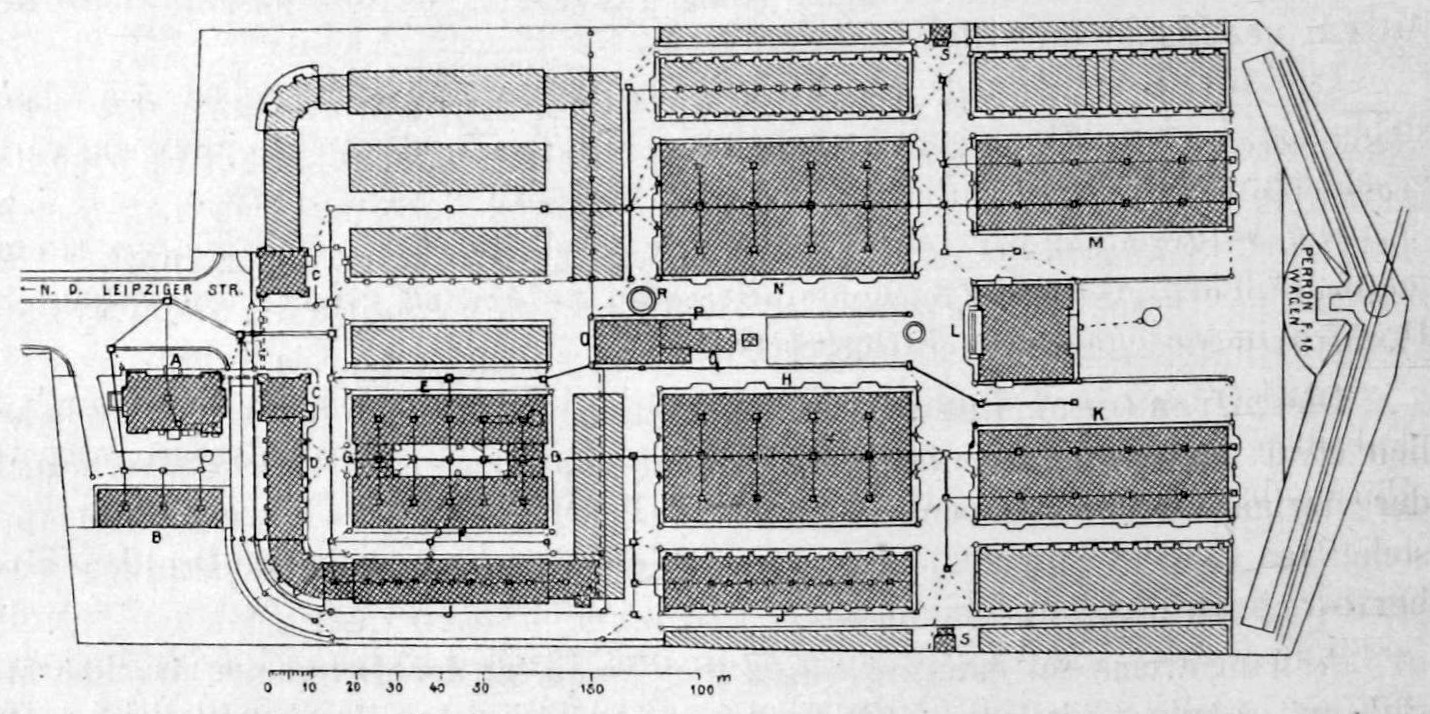
Plan von 1878 (C: ehem. Verwaltungsgebäude, H: heutiges Hauptgebäude, L: ehem. Börsengebäude)

Schlachthofgebäude um 1907

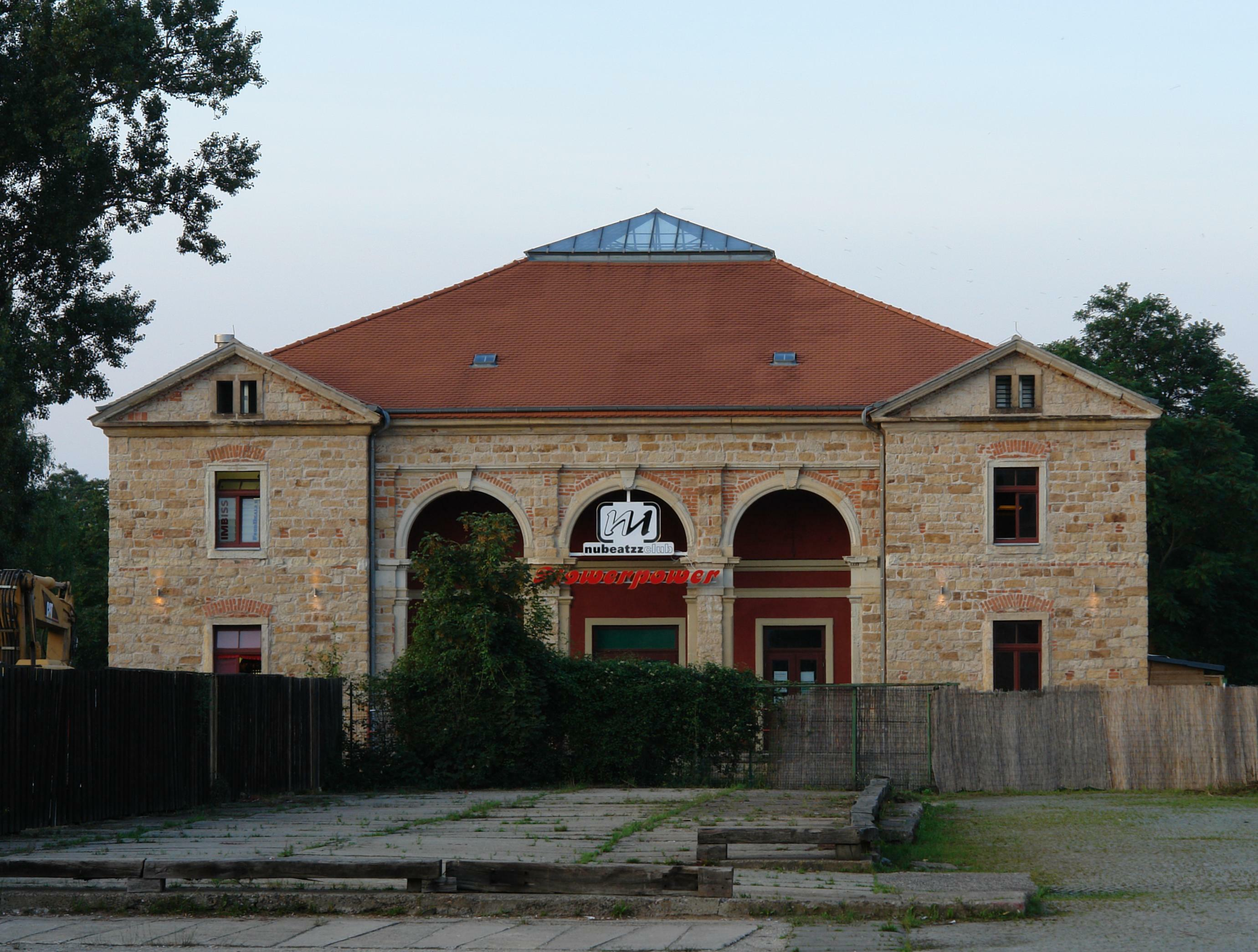
Ehemaliges Börsengebäude

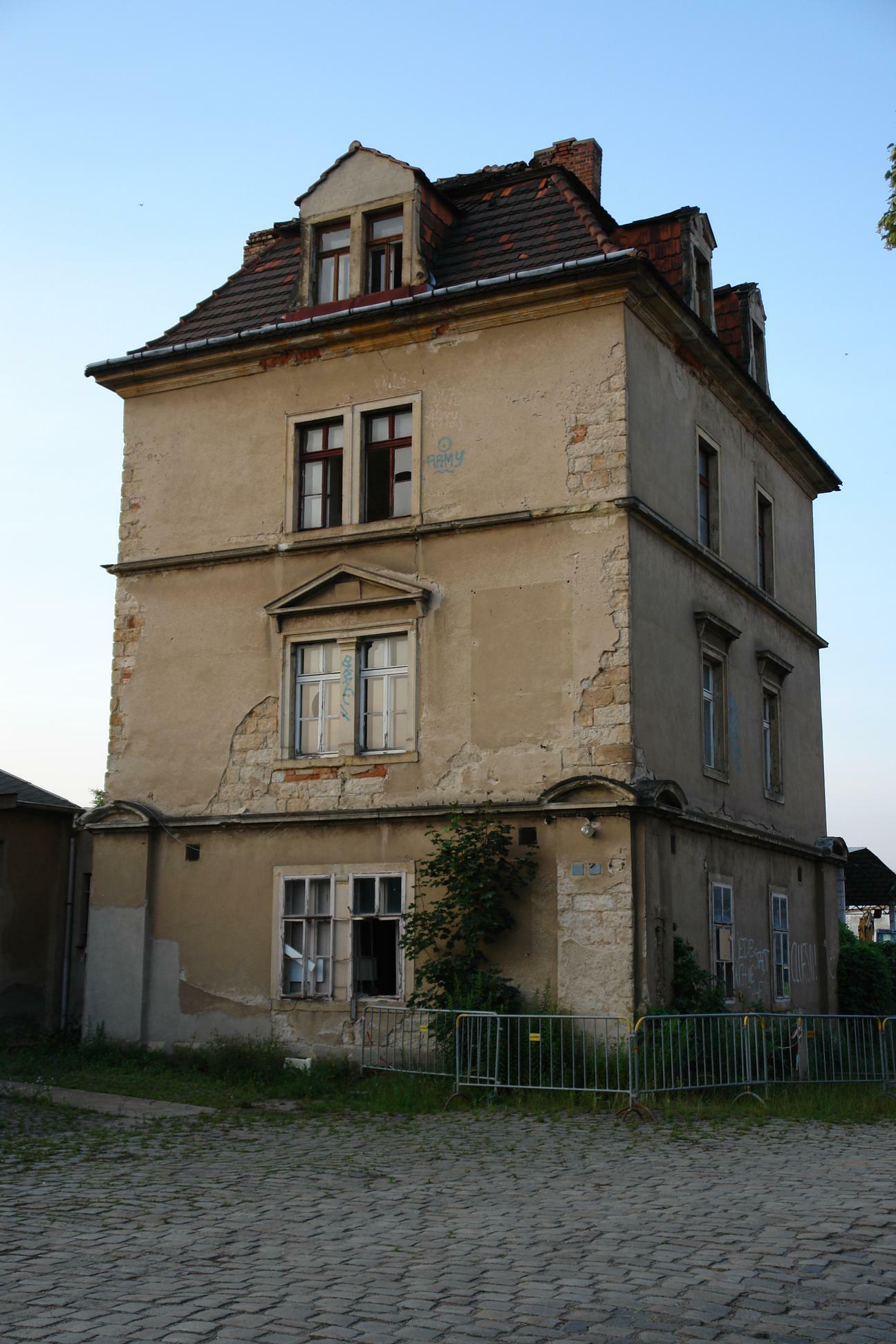
Ehemaliges Verwaltungsgebäude

Der Alte Schlachthof Dresden ist ein Industriedenkmal an der Leipziger Straße im Dresdner Stadtteil Leipziger Vorstadt. Errichtet ab 1871 als erster zentraler Schlachthof der Stadt, dient sein Hauptgebäude seit 1998 als Veranstaltungsort für Konzerte.

## Gebäude
Der Alte Schlachthof besteht aus einem Gebäudekomplex, darunter mehreren Hallen. Ursprünglich lag er an der Leipziger Straße 8 bis 12. Seit 1995, als die Zufahrt von der Leipziger Straße den Namen Gothaer Straße erhielt, tragen die Gebäude eigene Hausnummern entlang der neu benannten Straße.
Das für Konzertveranstaltungen genutzte heutige Hauptgebäude ist ein Sandsteinbau, dessen Dach durch vernietete Eisenträger gehalten wird. Die Fenster liegen sehr weit oben und besitzen Stahlrahmen. Untergliedert ist der dreischiffige Bau in einen Großen und einen Kleinen Saal, ein schmales, langes Mittelfoyer sowie mehrere Nebenräume. Der Große Saal fasst 2000 Steh- oder 1010 Sitzplätze, der kleine Saal 900 Steh- oder 492 Sitzplätze.

## Geschichte
Die Fleischverarbeitung für die wachsende Großstadt Dresden war bis ins 19. Jahrhundert im Stadtteil Wilsdruffer Vorstadt konzentriert. In der dortigen Gerbergasse entlang dem Weißeritzmühlgraben, etwa am heutigen Standort des Schauspielhauses, war das sogenannte „Gerberviertel“ zur Verarbeitung tierischer Häute, der „Kuttelhof“ zur Verarbeitung und Beseitigung von Schlachtinnereien (insbesondere Kutteln, die damals als Begriff sämtliche essbaren Innereien umfassten), deren Kapazitäten jedoch zunehmend an ihre Grenzen stießen, zudem wegen ihrer Geruchsbelästigung in der Nähe des Zwingers der Stadtentwicklung entgegenstanden. Unter dem Baumeister Wehinger erfolgte die Neuplanung eines aus mehreren Schlachthäusern, Ställen, Hallen und einem zentralen Viehmarkt bestehenden Komplexes in der gewerblich geprägten Umgebung des Leipziger Bahnhofs.
Die 1871 begonnenen Neubauten für die Dresdner Fleischerinnung wurden am 2. Januar 1873 eröffnet. Sie besaßen zur Stromversorgung ein eigenes Elektrizitätswerk. Eine Gaststätte bestand ab 1879, im Jahr 1895 eröffnete eine Fachschule zur Ausbildung von Fleischerlehrlingen. Da jedoch Raum für Erweiterungen nur in sehr begrenztem Rahmen vorhanden war, gab es an der Wende vom 19. zum 20. Jahrhundert Überlegungen für einen Schlachthofneubau an anderem Ort. Diese Planungen setzte der Dresdner Stadtbaurat Hans Erlwein mit seinem neuen Schlachthof im Großen Ostragehege, der heutigen Messe Dresden, in die Tat um. Dessen Inbetriebnahme führte zur Schließung des Alten Schlachthofs am 31. März 1907.
Im Verlauf des 20. Jahrhunderts diente das Areal verschiedenen Betrieben, unter anderem als Lager. Seit 1998 wird der sanierte Gebäudekomplex als Ausstellungs- und Konzerthalle genutzt. Betrieben wird das Unterhaltungszentrum unter dem Namen Alter Schlachthof vom Kulturmanagementunternehmen des electra-Gründers Bernd Aust. Weitere Gebäude in der Umgebung der Konzerthalle dienen weiterhin anderen gewerblichen Zwecken.

## Konzertmitschnitte (Auswahl)
- Im Jahr 2001 erschien die DVD „Live im Alten Schlachthof“ von Thomas Stelzer.
- Für das „Livealbum of Death“ verwendete das Farin Urlaub Racing Team auch Aufnahmen eines Auftritts im Alten Schlachthof vom 1. Juni 2005.
- Im Oktober 2007 entstanden hier die Aufnahmen für die 2009 erschienene CD „Dresden“ der Jan Garbarek Group, das erste offizielle Live-Album des norwegischen Jazz-Saxofonisten Jan Garbarek überhaupt.
- Den Chor des deutschen Nummer-eins-Hits „Allein Allein“ von Polarkreis 18 singt das Publikum beim Weihnachtskonzert der Dresdner Popgruppe am 25. Dezember 2007 im Alten Schlachthof.
- Wenige Tage später, am 28. Dezember 2007, nahm die Folk-Metal-Band Subway to Sally ihr nach dem Ort des Mitschnitts benanntes Livealbum „Schlachthof“ in dem Konzertsaal auf.
- Am 27. April 2008 wurde die zweite Aufführung der Konzertshow „The Dresden Soul Symphony“ im Alten Schlachthof mitgeschnitten und ist als DVD erhältlich.